# Баумгартнер, Вильгельм
Вильгельм Франц Йозеф Баумгартнер (нем. Wilhelm Franz Joseph Baumgartner; 15 ноября 1820, Роршах — 17 марта 1867, Цюрих) — швейцарский композитор и хоровой дирижёр.
Сын трактирщика. В 1833—1836 гг. получил начальное музыкальное образование у священника в соседних городках Месскирх и Юберлинген, в 1836—1838 гг. учился в гимназии в Санкт-Галлене, в 1839 году поступил в Цюрихский университет для изучения литературы и философии, однако затем сделал выбор в пользу музыки и до 1841 года обучался игре на фортепиано у Александра Мюллера, одновременно начал работать в Цюрихе как корепетитор и хоровой дирижёр. Затем преподавал фортепиано в Санкт-Галлене, в 1844—1845 гг. изучал композицию в Берлине у Вильгельма Тауберта.
Вернувшись в Цюрих, с 1847 года руководил различными хоровыми коллективами, в том числе в 1849—1866 гг. Цюрихским студенческим хоровым обществом. С 1859 года музикдиректор Цюрихского университета, в 1865—1867 гг. также преподавал гармонию. Спорадически выступал также как пианист, в том числе как аккомпаниатор певицы Фанни Хюнервадель. Как композитор в первую очередь сочинял вокальную и хоровую музыку, особенно на стихи своего близкого друга Готфрида Келлера.
Известен как одна из ключевых фигур цюрихского музыкального круга (вместе со своим учителем Мюллером и Теодором Кирхнером), обеспечившего в городе тёплый приём Рихарда Вагнера, вынужденного бежать в Швейцарию в 1849 году после поражения Дрезденского восстания. «Он до мозга костей гениальная натура и в своих взглядах на искусство до мозга костей революционер» (нем. Er ist durch und durch genialer Natur und in seiner Kunstanschauung durch und durch Revolutionär), — писал Баумгартнер Келлеру в 1851 году; Вагнеру посвящён цикл песен Баумгартнера «Весенняя любовь» (нем. Eine Frühlingsliebe). Вагнер, в свою очередь, опубликовал положительную рецензию на один из вокальных циклов Баумгартнера (в газете Eidgenössische Zeitung, 7 февраля 1852 года).
Памятник Баумгартнеру установлен в 1891 году в цюрихском променадном парке на стрелке рек Лиммат и Зиль.